# Nichya
Nichya (Ruski: Ничья) je ruski pjevači duet kojeg čine Elena Kiper i Oleg Borševski. Stekli su veliki uspjeh u Ruskoj Federaciji, ponajviše zahvaljujući singlu "Nichya".

## Povijest
Elena Kiper je postala poznata po pisanju pjesama za ruski duo t.A.T.u., no nakon raskidanja veze s njihovim producentom, Ivanom Šapavalovim, započinje svoj projekt s Olegom Borševskim.
Zadnju pjesmu koju je Elena napisala za t.A.T.u. je grupa odbila, zajedno je s Olegom snimila svoju verzije pjesme, promijenivši riječi i glazbu te je preimenovana u "Nichya" što je i postalo ime njihove grupe.
Njihov drugi album, Pora, je trebao izaći 2007., ali još uvijek nije te se pretpostavlja, u nedostatku ikakvih službenih informacija, da se grupa razišla.

## Diskografija

### Singlovi
- "Nichya"
- "Nachinai Menya"
- "Nikomu Nikogda"
- "Navsegda!"
- "Mozhno Lyubit"

### Albumi
- Navsegda!
- Pora (trebao izaći 2007.)